# Banan-slægten
Banan-slægten (Musa) er udbredt i Afrika, men flere af arterne dyrkes overalt i troperne. Her nævnes kun de økonomisk betydningsfulde arter:
| Arter |

- Tekstilbanan (Musa textilis)
- Prydbanan (Musa acuminata) – stuebanan

| Hybrider |

- Bananplante (Musa x paradisiaca)